# Botanophila solidiceps
Botanophila solidiceps är en tvåvingeart som först beskrevs av Huckett 1966.  Botanophila solidiceps ingår i släktet Botanophila och familjen blomsterflugor.
Artens utbredningsområde är Oregon. Inga underarter finns listade i Catalogue of Life.